# Bill Hunter-emlékkupa
A Bill Hunter-emlékkupa a észak-amerikai Western Hockey League junior jégkorongliga díja, melyet a szezon végén ítélnek oda a legjobb védőnek. A névadó Bill Hunter volt, aki a ligát alapította, valamint az Edmonton Oil Kings tulajdonosa, menedzsere és edzője is volt.

## A díjazottak
A kékkel jelölt játékosok a CHL Az év védője díját is elnyerték.
| Év        | Játékos                                       | Csapat                                      |
| --------- | --------------------------------------------- | ------------------------------------------- |
| 2018–2019 | Ty Smith                                      | Spokane Chiefs                              |
| 2017–2018 | Kale Clague                                   | Brandon Wheat Kings Moose Jaw Warriors      |
| 2016–2017 | Ethan Bear                                    | Seattle Thunderbirds                        |
| 2015–2016 | Ivan Provorov                                 | Brandon Wheat Kings                         |
| 2014–2015 | Shea Theodore                                 | Seattle Thunderbirds                        |
| 2013–2014 | Derrick Pouliot                               | Portland Winterhawks                        |
| 2012–2013 | Brenden Kichton                               | Spokane Chiefs                              |
| 2011–2012 | Alex Petrovic                                 | Red Deer Rebels                             |
| 2010–2011 | Stefan Elliott                                | Saskatoon Blades                            |
| 2009–2010 | Tyson Barrie                                  | Kelowna Rockets                             |
| 2008–2009 | Jonathon Blum                                 | Vancouver Giants                            |
| 2007–2008 | Karl Alzner                                   | Calgary Hitmen                              |
| 2006–2007 | Kris Russell                                  | Medicine Hat Tigers                         |
| 2005–2006 | Kris Russell                                  | Medicine Hat Tigers                         |
| 2004–2005 | Dion Phaneuf                                  | Red Deer Rebels                             |
| 2003–2004 | Dion Phaneuf                                  | Red Deer Rebels                             |
| 2002–2003 | Jeff Woywitka                                 | Red Deer Rebels                             |
| 2001–2002 | Dan Hamhuis                                   | Prince George Cougars                       |
| 2000–2001 | Christian Chartier                            | Prince George Cougars                       |
| 1999–2000 | Micki Dupont                                  | Kamloops Blazers                            |
| 1998–1999 | Brad Stuart                                   | Calgary Hitmen                              |
| 1997–1998 | Michal Rozsíval                               | Swift Current Broncos                       |
| 1996–1997 | Chris Phillips                                | Lethbridge Hurricanes                       |
| 1995–1996 | Nolan Baumgartner                             | Kamloops Blazers                            |
| 1994–1995 | Nolan Baumgartner                             | Kamloops Blazers                            |
| 1993–1994 | Brendan Witt                                  | Seattle Thunderbirds                        |
| 1992–1993 | Jason Smith                                   | Regina Pats                                 |
| 1991–1992 | Richard Matvichuk                             | Saskatoon Blades                            |
| 1990–1991 | Darryl Sydor                                  | Kamloops Blazers                            |
| 1989–1990 | Kevin Haller                                  | Regina Pats                                 |
| 1988–1989 | Dan Lambert                                   | Swift Current Broncos                       |
| 1987–1988 | Greg Hawgood                                  | Kamloops Blazers                            |
| 1986–1987 | (Nyugat) Glen Wesley (Kelet) Wayne McBean     | Portland Winter Hawks Medicine Hat Tigers   |
| 1985–1986 | (Nyugat) Glen Wesley (Kelet) Emanuel Viveiros | Portland Winter Hawks Prince Albert Raiders |
| 1984–1985 | Wendel Clark                                  | Saskatoon Blades                            |
| 1983–1984 | Bob Rouse                                     | Lethbridge Broncos                          |
| 1982–1983 | Gary Leeman                                   | Regina Pats                                 |
| 1981–1982 | Gary Nylund                                   | Portland Winter Hawks                       |
| 1980–1981 | Jim Benning                                   | Portland Winter Hawks                       |
| 1979–1980 | Dave Babych                                   | Portland Winter Hawks                       |
| 1978–1979 | Keith Brown                                   | Portland Winter Hawks                       |
| 1977–1978 | Brad McCrimmon                                | Brandon Wheat Kings                         |
| 1976–1977 | Barry Beck                                    | New Westminster Bruins                      |
| 1975–1976 | Kevin McCarthy                                | Winnipeg Clubs                              |
| 1974–1975 | Rick Lapointe                                 | Victoria Cougars                            |
| 1973–1974 | Pat Price                                     | Saskatoon Blades                            |
| 1972–1973 | George Pesut                                  | Saskatoon Blades                            |
| 1971–1972 | Jimmy Watson                                  | Calgary Centennials                         |
| 1970–1971 | Ron Jones                                     | Edmonton Oil Kings                          |
| 1969–1970 | Jim Hargreaves                                | Winnipeg Jets                               |
| 1968–1969 | Dale Hoganson                                 | Estevan Bruins                              |
| 1967–1968 | Gerry Hart                                    | Flin Flon Bombers                           |
| 1966–1967 | Barry Gibbs                                   | Estevan Bruins                              |

1. 1 2  A liga ezekben az években külön osztott ki nyugati és keleti díjakat.